# Daniela Ferolla
Daniela Ferolla (Vallo della Lucania, 7 maggio 1984) è una conduttrice televisiva ed ex modella italiana, eletta Miss Italia 2001.

## Biografia

Daniela Ferolla dopo l'elezione a Miss Italia 2001; con lei (da sinistra) il conduttore Fabrizio Frizzi, la madrina Sophia Loren ed il patron Enzo Mirigliani.

Daniela Ferolla, nata a Vallo della Lucania e residente a Ceraso (entrambe in provincia di Salerno), è figlia di Fernando Ferolla Luogotenente dei Carabinieri, che fu a lungo nella scorta del Giudice Paolo Borsellino. Ha tre sorelle giornaliste: Giusy, Gabriella e Miriam; quest'ultima ha partecipato nel 2019 al concorso Miss Italia, fino alle prefinali, con il titolo di Miss Cinema Campania.
Dopo la conquista della fascia di Miss Moda mare Calabria nelle selezioni della stessa regione Calabria dove stava trascorrendo le vacanze, Daniela Ferolla è stata incoronata Miss Italia 2001 da Sophia Loren, la sera del 10 settembre. In occasione del concorso vince anche i titoli di Miss Chi, abbinato alla rivista settimanale di Mondadori e di Miss Web, per aver ottenuto il maggior numero di voti dai visitatori del sito web ufficiale. La vittoria giunge la sera prima degli Attentati dell'11 settembre che hanno poi monopolizzato l'attenzione dei media per lungo tempo. La Ferolla è stata l'ultima miss minorenne della storia del concorso.
Dopo l'anno di validità del titolo ha proseguito i suoi studi e si è laureata in scienze della comunicazione all'Università Cattolica del Sacro Cuore di Milano. Nel 2005 ha condotto su Italia Teen Television il programma Music & Movies, dedicato al mondo dell'hip hop, assieme al rapper Mas-T. Nel 2006 ha recitato in alcune serie televisive come Orgoglio e Don Matteo.
Nel 2010 ha condotto su Rai 5 Dentro la moda. Nello stesso anno prende parte al videoclip del singolo Vedo nero di Zucchero Fornaciari nel ruolo di modella. Sulla stessa rete nel 2011 ha iniziato la conduzione di Cool Tour Moda, esperienza che ripeterà anche l'anno successivo. Sempre nel 2011 ha affiancato Fabrizio Frizzi nel concorso di Rai 1 Miss Italia 2011, alternandosi con Elisa Silvestrin, Pamela Camassa, Maria Perrusi e Beatrice Bocci nella conduzione delle anteprime Una giornata particolare a spasso con le miss.
Nel 2012 si iscrive come giornalista pubblicista all'albo dei giornalisti della Lombardia. Dal 20 al 26 settembre dello stesso anno ha condotto su Rai 5 Milano Fashion Show, programma dedicato alle sfilate milanesi. Nel 2013 torna su Rai 1 come inviata di Uno mattina estate e poi de La vita in diretta. Nel 2013 sarà soggetto nuovamente di un video di Zucchero Fornaciari del singolo Quale senso abbiamo noi. Dalla stagione televisiva 2014-2015 conduce Linea verde, prima insieme a Patrizio Roversi e poi con Federico Quaranta. Il 27 giugno 2015 presenta con Massimo Giletti la serata Una voce per Padre Pio.
Dal 2019 passa alla conduzione dello spin-off di Linea verde dal titolo Linea verde Life in onda il sabato mattina, affiancando Marcello Masi.
Dal settembre del 2023 è alla guida, su Rai 1, di Unomattina, assieme a Massimiliano Ossini. Nello stesso anno dà vita a una fondazione a Milano e a Roma per fornire supporto economico e psicologico ai bambini minorenni vittime di uxoricidio, gli orfani che si trovano con un genitore ucciso e l'altro in carcere.

## Vita privata
Dal 22 ottobre 2004 è legata al manager Vincenzo Novari, che ha sposato il 22 giugno 2024.

## Opere
- Un attimo di respiro. Le buone abitudini per una vita più verde, Rai Libri, 2021, ISBN 978-8839718198.

## Televisione
- Miss Italia (Rai 1, 2001, 2019)[13]
- Music & Movies (IT!, 2005)
- Sanremo contro Sanremo (Rai 1, 2006)
- Dentro la moda (Rai 5, 2010)
- Una giornata particolare a spasso con le miss (Rai 1, 2011)
- Cool Tour Moda (Rai 5, 2011-2012)
- Milano Fashion Show (Rai 5, 2012)
- Unomattina Estate (Rai 1, 2013) – inviata
- La vita in diretta (Rai 1, 2013-2014) – inviata
- Linea verde (Rai 1, 2014-2019)
- Linea verde Estate (Rai 1, 2015-2016)
- Una voce per Padre Pio (Rai 1, 2015)
- Festival di Castrocaro (Rai 1, 2018)
- Linea verde Life (Rai 1, 2019-2023)
- Unomattina (Rai 1, dal 2023)

## Filmografia
- Orgoglio 3 – serie TV (2006)
- Don Matteo – serie TV, episodio 6x20 (2008)

## Videoclip
- Vedo nero – Zucchero Fornaciari (2010)
- Quale senso abbiamo noi – Zucchero Fornaciari (2013)